# 丁学东
丁学东（1960年2月—），男，汉族，江苏常州人。1977年3月参加工作，1984年11月加入中国共产党，中共第十九届、第二十届中央委员。现任全国政协教科卫体委员会副主任。曾任全国社会保障基金理事会党组书记、副理事长，国务院常务副秘书长。

## 生平
1978年9月至1980年7月在安徽师范大学数学系数学专业学习。1982年在湖北财经学院（现中南财经政法大学）工业经济系攻读研究生，1985年获硕士学位，财政部财政科学研究所研究生部财政学专业毕业，经济学博士，财政部财政科学研究所博士生导师。
2000年，任中华人民共和国财政部农业司司长。2005年，任财政部教科文司司长。2006年11月，任财政部部长助理。2008年3月，任中华人民共和国财政部副部长。
2010年，任中华人民共和国国务院副秘书长。
2013年7月，任中投公司董事长兼首席执行官。2014年10月，任中国国际金融股份有限公司董事长。
2017年3月，任中华人民共和国国务院副秘书长（正部长级）。2017年10月，当选中国共产党第十九届中央委员会委员。2018年5月，任国务院常务副秘书长。2022年10月，当选中国共产党第二十届中央委员会委员。
2023年7月，任全国社会保障基金理事会党组书记、副理事长，至2025年2月卸任。
2025年3月，增补为全国政协教科卫体委员会副主任。